# Jakarta-Nord
Jakarta Nord (indonésien : Jakarta Utara) est une des cinq kota (municipalités) qui forment Jakarta, la capitale de l'Indonésie. Sa population était de 1 645 312 habitants d'après le recensement national de 2010.

## Kecamatan(districts)
Jakarta Est est limitrophe des municipalités de Jakarta Ouest au sud-ouest, Jakarta Centre au sud, Jakarta Est au sud-est, du kabupaten de Tangerang à l'ouest et du kabupaten de Bekasi à l'est. Elle est divisée en six kecamatan (districts) :
- Cilincing ;
- Koja ;
- Kelapa Gading ;
- Tanjung Priok ;
- Pademangan ;
- Penjaringan.

## Galerie

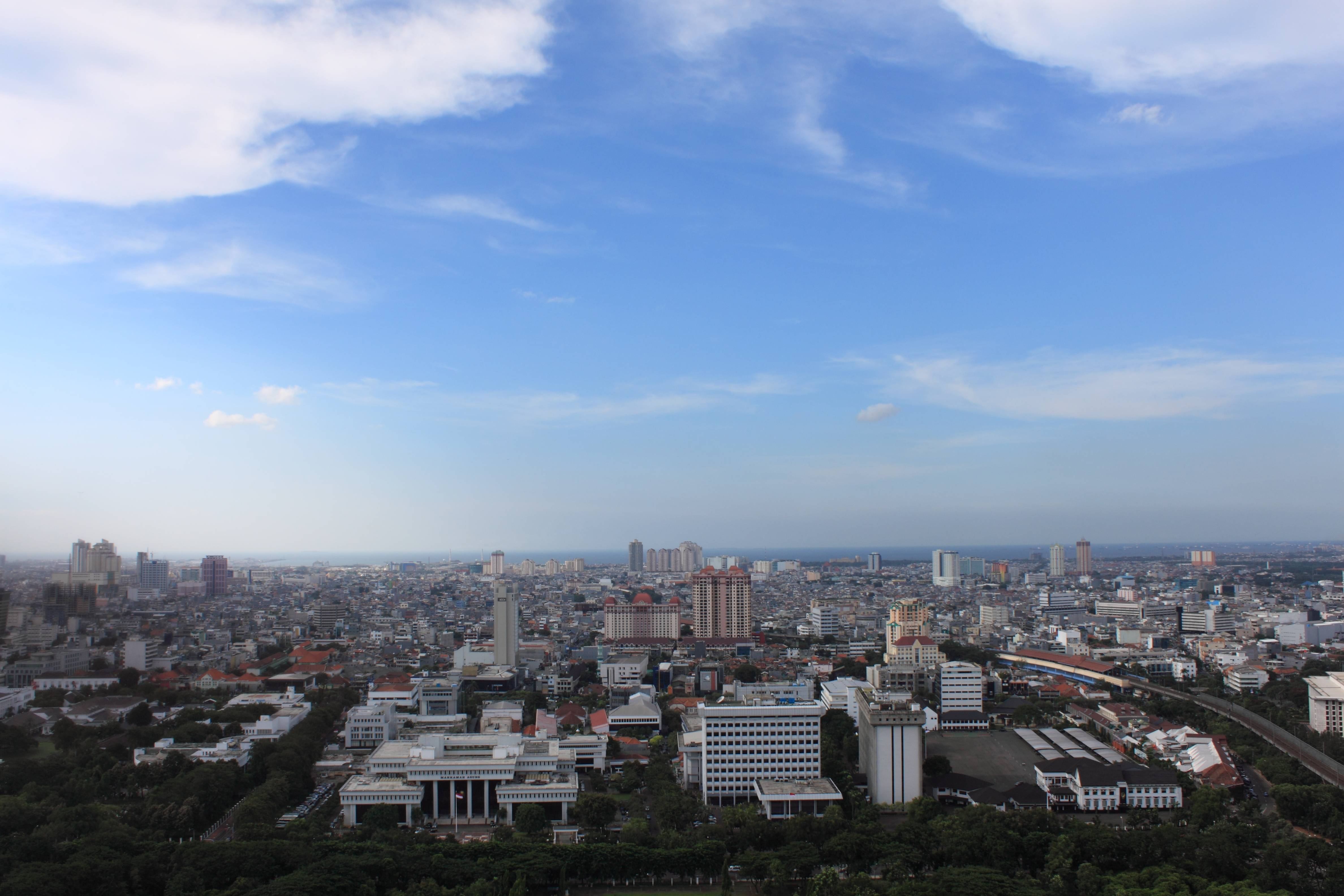
Vue aérienne du Jakarta Nord.